# Susanne Höggerl
Susanne Höggerl (* 28. August 1972 in Graz) ist eine österreichische Journalistin und Fernsehmoderatorin.

## Leben
Höggerl studierte an der Universität Wien Publizistik und Kommunikationswissenschaften in Kombination mit Sprachwissenschaften und Politikwissenschaften und machte ihren Abschluss 1995. Sie arbeitete als Redakteurin bei Radio Wien, den Privatradiosendern Antenne Steiermark und Radio Stephansdom sowie bei Printmedien. Die Kurznachrichten „Newsflash“ beim ORF moderierte sie von 14. Oktober 2002 bis zu ihrer Babypause. Ihre Karenz dauerte vom 12. Oktober 2006 bis zum 19. Juli 2007. Danach moderierte sie die Nachfolgesendung ZIB Flash. Nach ihrer Rückkehr aus der zweiten Karenz Ende Jänner 2010 moderierte sie die ZIB um 9 und 13 Uhr, sonntags auch um 11 Uhr. Von 5. August 2013 bis Oktober 2014 präsentierte sie abwechselnd mit Martin Ferdiny als Karenzvertretung für Ute Hofstätter-Pichler die ORF-Magazine Heute mittag und Heute österreich. Von 1. Oktober 2014 bis 27. Mai 2015 moderierte sie als Karenzvertretung von Marie-Claire Zimmermann die ZIB um 17 Uhr und gemeinsam mit Tarek Leitner die Zeit im Bild um 19:30 Uhr, die ZIB 1.
Am 27. Mai 2015 wechselte sie erneut zu den Tages-ZIB-Ausgaben um 9 und 13 Uhr, sonntags auch um 11 Uhr, sowie zu Heute mittag und Heute österreich, da die Karenz von Marie-Claire Zimmermann an diesem Tag endete.
Seit 1. Mai 2017 moderiert Höggerl wieder die ZIB 1, da Marie-Claire Zimmermann zu den ZIB-Tagesausgaben und den heute-Sendungen wechselte.
Ihr Moderationspartner war bis Jänner 2019 Tarek Leitner und anschließend bis Mai 2020 Johannes Marlovits. Seitdem präsentiert sie gemeinsam mit Tobias Pötzelsberger die Hauptnachrichten um 19:30 Uhr.

### Privates
Susanne Höggerl ist seit 2005 mit Felix Kossdorff verheiratet, den sie seit Grazer Schulzeiten kennt und mit dem sie zwei Kinder hat.